# 164,7 mm/45 Model 1891
164,7 mm/45 Model 1891 — 164,7-миллиметровое корабельное артиллерийское орудие, разработанное и производившееся в Франции. Состояло на вооружении ВМС Франции. Им был вооружены бронепалубные крейсера типов «Фриант» и «Декарт». Дальнейшим развитием этой артсистемы стало орудие 164,7 mm/45 Model 1893.

## Конструкция
Орудия изготавливались по скреплённой технологии. Относительно тонкостенная внутренняя труба на всем протяжении скреплялась цилиндрами. Затвор поршневой с секторной нарезкой. В боекомплект первоначально входили чугунные снаряды весом 45 кг, содержавшие 2,1 кг пороха. В дальнейшем ввели стальные бронебойные снаряды весом 54,9 кг, содержавшие 0,97 кг мелинита и полубронебойные снаряды, начинённые 3,1 кг мелинита.